# FC Noah
FC Noah, till 2019 FK Artsakh, är en fotbollsklubb från Jerevan, Armenien.

## Titlar
Armeniska fotbollsligan:
- Mästare (1): 2024/25
- 2. plats: 2019–20, 2020–21

Armeniska cupen (1):
- 2019–20; [2]

Armeniska supercupen (0):

## Placering tidigare säsonger
FK Artsakh
| Säsong    | Nivå | Liga           | Placering | Referens |
| --------- | ---- | -------------- | --------- | -------- |
| 2017/2018 | 2    | 1. liga        | 2         | [ 4 ]    |
| 2018/2019 | 1    | Premier League | 8         | [ 5 ]    |

FC Noah (sedan 2019)
| Säsong    | Nivå | Liga           | Placering | Referens |
| --------- | ---- | -------------- | --------- | -------- |
| 2019/2020 | 1    | Premier League | 2         | [ 6 ]    |
| 2020/2021 | 1    | Premier League | 2         | [ 7 ]    |
| 2021/2022 | 1    | Premier League | 6         | [ 8 ]    |
| 2022/2023 | 1    | Premier League | 8         | [ 9 ]    |